# 羅爾魏森巴赫河

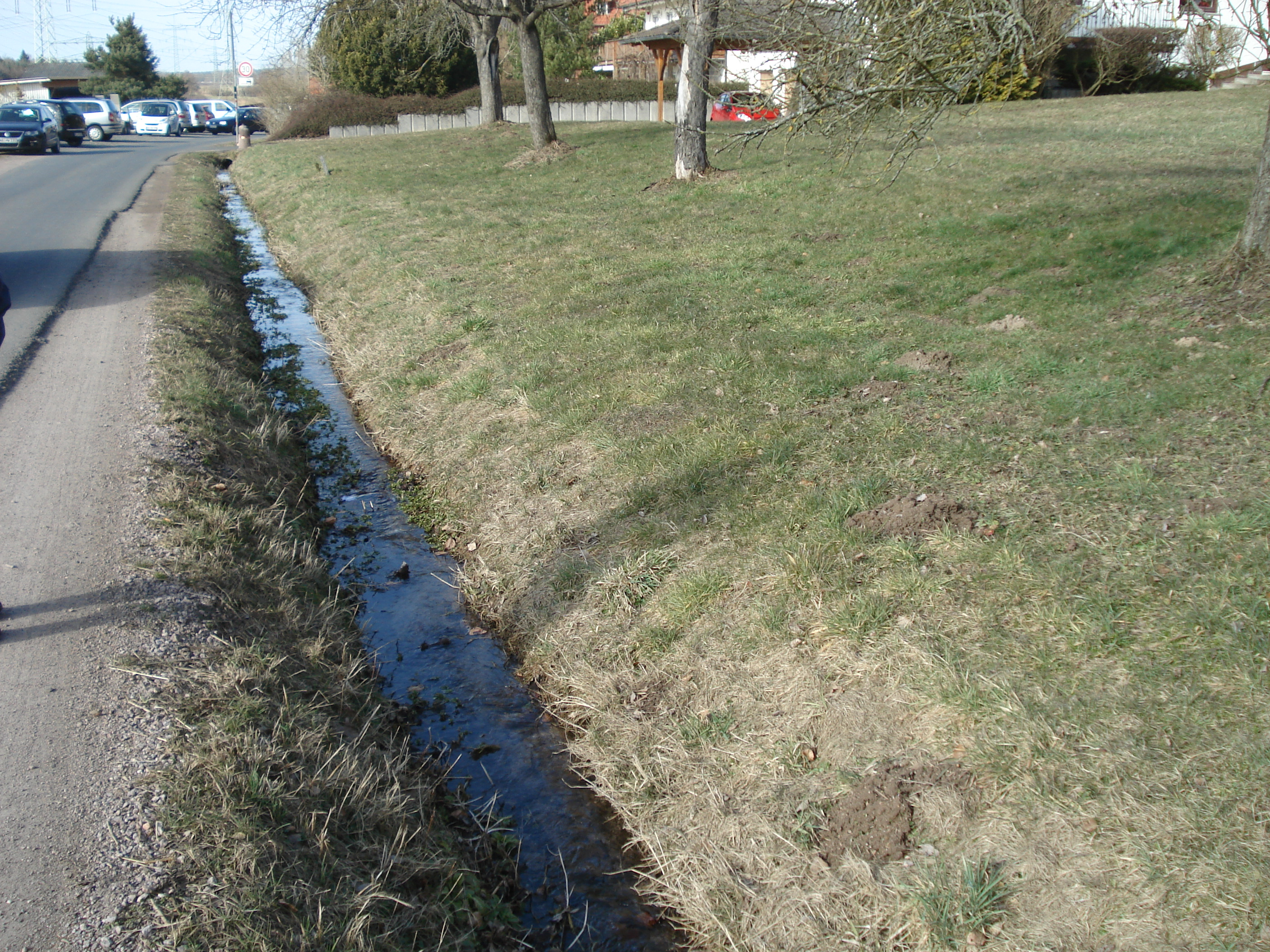

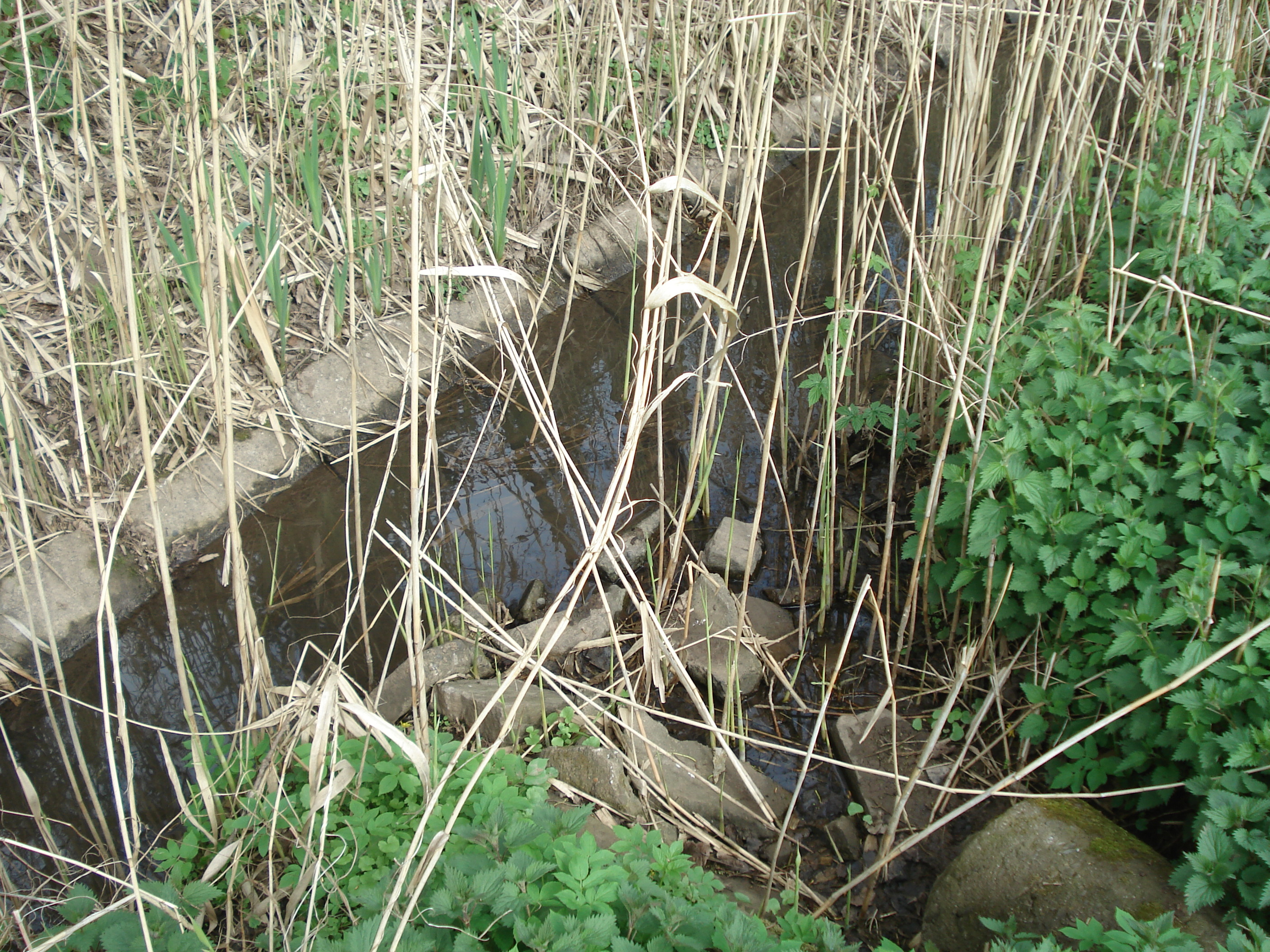

50°2′1.19″N 9°3′45.91″E / 50.0336639°N 9.0627528°E
羅爾魏森巴赫河（德語：Rohrwiesenbach），是德國的河流，位於該國東南部，由巴伐利亞負責管轄，屬於哈格拉本河的右支流，河道全長0.9公里，流域面積1.2平方公里。